# ترخه
ترخه (به لهستانی:  Terechy) یک روستا در لهستان است که در گمینا چرمخا واقع شده‌است.